# 톰보연필
톰보연필(トンボ鉛筆, Tombow)은 일본의 문구 제조 업체의 이름이다. 한국에서 돔보연필이라고도 한다.

## 개요

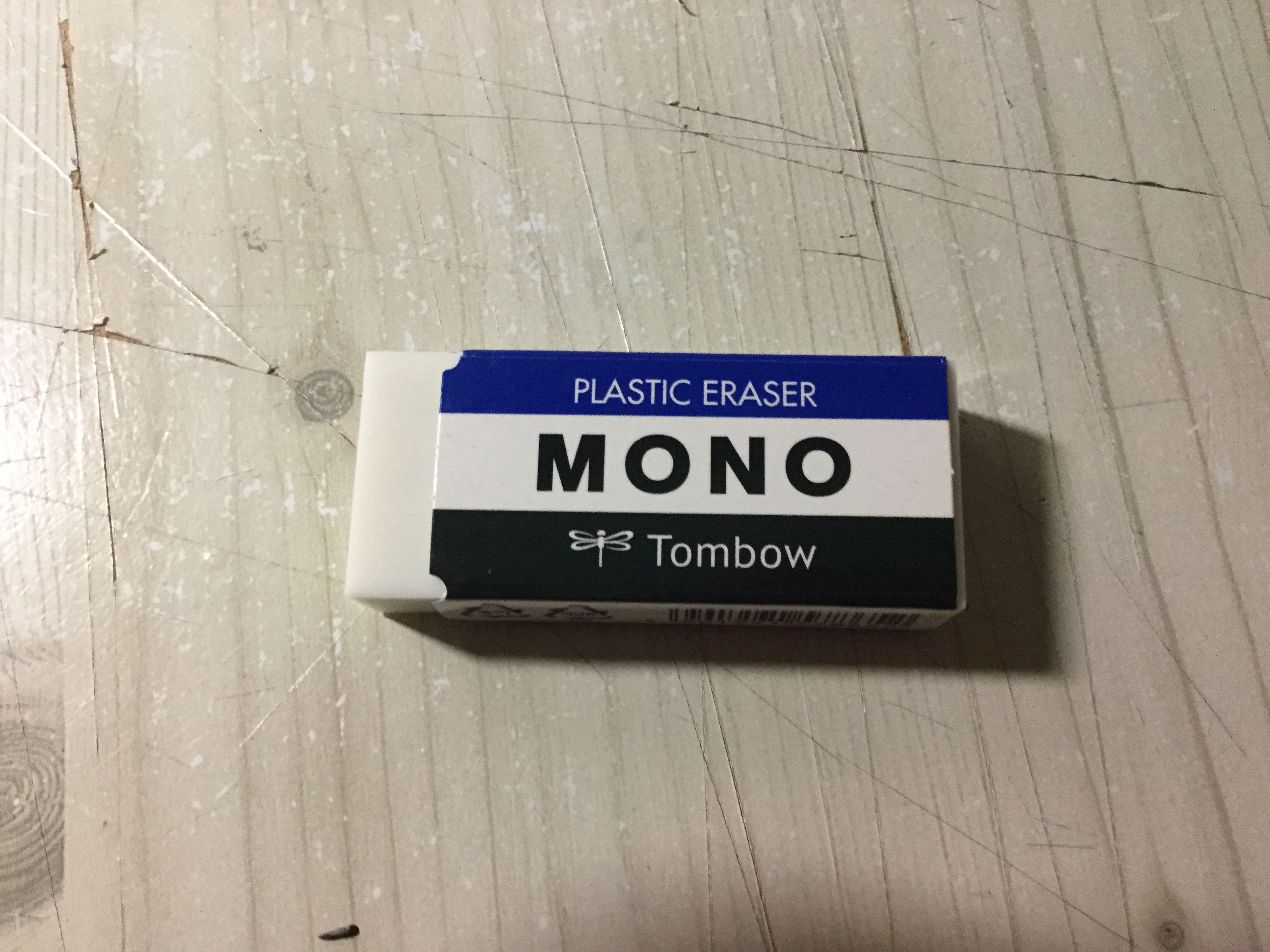
MONO 지우개

톰보연필은 MONO라고 하는 브랜드명으로도 알려져있다. 이외에도 지우개, 수정 테이프, 딱풀, 테이프 풀 등을 제조한다. 주식회사 톰보연필의 제품은 일본 최고의 점유율을 자랑하며, 세계적으로도 애용되고 있다.
도야마현 도야마시 소재 청량 음료 제조 업체에서 TOMBOW라는 음료를 만들지만, 톰보연필과는 무관하다.

## 역사
1913년 아사쿠사에서 개업하였다.
잠자리 모양의 로고는 1927년부터 사용되었다. 이전 로고의 잠자리의 머리가 아래를 향하고 있는 것은 "고객에게 깊이 머리를 숙인 자세"를 중시했기 때문이라고 전해진다.